# Фёдоров-Давыдов, Герман Алексеевич
Ге́рман Алексе́евич Фёдоров-Давы́дов (17 июля 1931 — 23 апреля 2000) — российский историк и археолог, один из основателей и руководитель Поволжской археологической экспедиции. Доктор исторических наук, профессор Московского государственного университета. Крупный специалист по кочевым цивилизациям Средневековья и их нумизматике, открывший своими раскопками новую страницу в исследовании Золотой Орды.
Среди раскопанных Фёдоровым-Давыдовым памятников — Древний Ургенч, Тигашевское городище, Царевское городище, Селитренное городище, Водянское городище, Кривая Лука, Косика и другие курганы Нижнего Поволжья.

## Биография
Родился в Москве в 1931 году. Его отец — Алексей Александрович Фёдоров-Давыдов (1900—1969), — известный искусствовед, автор монографий о русском искусстве, член-корреспондент Академии художеств СССР, заведующий кафедрой истории русского и советского искусства МГУ. Мать, Ирина Николаевна, из купеческой семьи, была художником. 
Окончил в 1954 году исторический факультет Московского государственного университета им. М. В. Ломоносова, работал на этом факультете с 1960 года. Своим учителем считал Алексея Петровича Смирнова. Среди учеников: В. С. Баранов, В. Л. Егоров, Э. Д. Зиливинская, М. Г. Крамаровский, И. Л. Кызласов, Н. В. Малиновская, А. Г. Мухаммадиев, Л. М. Носкова, М. Д. Полубояринова, К. А. Руденко, Л. Т. Яблонский.
Специализировался на восточной и русской средневековой нумизматике, археологии и истории Поволжья и Средней Азии. Являлся начальником Поволжской археологической экспедиции Института археологии и МГУ, исследующей древние памятники в Волгоградской и Астраханской областях. Участвовал в археологических раскопках в Средней Азии, Чувашской и Татарской АССР, в Тунисе, а также в Монгольской Народной Республике.
В 1987 году был избран директором Института археологии АН СССР, но не утверждён в должности президиумом академии. Похоронен на Введенском кладбище (5 уч.).

## Признание
Член-корреспондент Германского археологического института (1983), действительный член РАЕН, лауреат Ломоносовской премии I степени (1998), координатор секции археологии Экспертного совета по истории, археологии, этнографии Российского гуманитарного научного фонда.

## Научные труды
Г. А. Фёдоров-Давыдов является автором более чем 230 статей, а также следующих книг:
- Фёдоров-Давыдов Г. А. Монеты рассказывают: (Нумизматика) / отв. ред. А. В. Арциховский. — М.: Изд-во АН СССР, 1963. — 136 с. — (Научно-популярная серия). — 50 000 экз.
- Фёдоров-Давыдов Г. А. Кочевники Восточной Европы под властью золотоордынских ханов: Археологические памятники. — М.: Изд-во МГУ, 1966. — 276 с.
- Monety opowiadają o historii. Warszawa, 1966. 184 р.
- Фёдоров-Давыдов Г. А. Курганы, идолы, монеты. — М.: Наука, 1968. — 152, [32] с. — (Научно-популярная серия). — 40 000 экз.
- Kurgaanid, ebajumalad, mündid. Tallinn: Valgus, 1970. 152 p.
- Die Goldene Horde und ihre Vorganger. Leipzig, 1972. 192 p.
- Фёдоров-Давыдов Г. А. Общественный строй Золотой Орды. — М.: Изд-во МГУ, 1973. — 180 с.
- Фёдоров-Давыдов Г. А. На окраинах античного мира. — М.: Наука, 1975. — 104 с. — (Из истории мировой культуры). — 64 000 экз.
- Фёдоров-Давыдов Г. А. Искусство кочевников и Золотой Орды: Очерки культуры и искусства народов Евразийских степей и золотоордынских городов. — М.: Искусство, 1976. — 228 с. — (Памятники древнего искусства). — 10 000 экз.
- Фёдоров-Давыдов Г. А. Монеты Московской Руси. — М.: Изд-во МГУ, 1981. — 224 с. — (Археология и этнография). — 20 700 экз.
- Фёдоров-Давыдов Г. А. Монеты рассказывают. — М.: Педагогика, 1981. — 112 с. — (Библиотечка Детской энциклопедии «Учёные — школьнику»). — 200 000 экз.
- Az Aranyhorda földjén. Budapest, 1983. 135 p.
- The Culture of the Golden Horde Cities. Oxford, 1984. 277 р., 113 t.
- Stadte der Goldenen Horde an der unteren Wolga. Miinchen, 1984. 131 p.
- Фёдоров-Давыдов Г. А. Монеты — свидетели прошлого. — М.: Изд-во МГУ, 1985. — 176 с. — 50 000 экз.
- Le tresor de Saransk: Les Monnaies de la Russie Moscovite XIV et XV-ieme Siecles. Belgique, 1985. 317 p., 44 t.
- Фёдоров-Давыдов Г. А. Статистические методы в археологии. — М., 1987. — 216 с.
- Фёдоров-Давыдов Г. А. Монеты Нижегородского княжества. — М.: Изд-во МГУ, 1989. — 256 с. — (Археология и этнография). — ISBN 5-211-00277-6.
- Фёдоров-Давыдов Г. А. Монеты рассказывают. — М.: Педагогика, 1990. — 112 с. — (Библиотечка Детской энциклопедии «Учёные — школьнику»). — ISBN 5-7155-0105-9.
- Le tresor de Saransk (2-eme Partie). Les Monnaies de la Principaute de Nijegorod. XIVe — XVe Siecles. Belgique, 1992. 318 p., 50 t.
- Фёдоров-Давыдов Г. А. Золотоордынские города Поволжья. — М.: Изд-во МГУ, 1994. — 228 с. — ISBN 5-211-02057-X.
- Фёдоров-Давыдов Г. А. Золотоордынские города Поволжья: Керамика. Торговля. Быт. — М.: Изд-во МГУ, 2001. — 256 с. — 500 экз. — ISBN 5-211-04353-7.
- The Silk Road and the Cities of the Golden Horde. Berkeley. California. 2001.
- Фёдоров-Давыдов Г. А. Денежное дело Золотой Орды. — М.: Палеограф, 2003. — 352 с. — ISBN 5-89526-011-X.

### Статьи
- Фёдоров-Давыдов Г. А. Четверть века изучения средневековых городов Нижнего Поволжья // Советская археология. №.3.